# Walking on Sunshine (Katrina-and-the-Waves-Lied)
Walking on Sunshine ist ein Lied der britisch-US-amerikanische Band Katrina and the Waves. Es erschien im Jahr 1983 auf dem gleichnamigen Album und wurde im März 1985 als Single ausgekoppelt.

## Entstehung und Veröffentlichung
Das Lied wurde von Katrina-and-the-Waves-Gitarrist Kimberley Rew getextet und komponiert. Zusammen mit den anderen Bandmitgliedern Alex Cooper, Vince de la Cruz und Katrina Leskanich sowie mit Pat Collier, zeichnete sie auch für die Produktion verantwortlich. Die Band behielt die Veröffentlichungsrechte an dem Lied und die Tantiemen, die normalerweise den Autoren zustehen, wurden unter den Bandmitgliedern aufgeteilt. Die Tantiemen aus dem Airplay und der Werbung waren sehr lukrativ; nach Aussage eines ehemaligen EMI-Mitarbeiters war der Song „das Kronjuwel im EMI-Katalog“, und er brachte hohe Werbeeinnahmen ein. Zur Frage, ob das Stück ursprünglich als Ballade konzipiert war: „Nö, niemals. Niemals eine Ballade. Tatsächlich ist das Original [von 1983] viel schneller.“
Die Erstveröffentlichung von Walking on Sunshine erfolgte im Jahr 1983 auf dem gleichnamigen Album bei Attic Records (Katalognummer: LAT 1172), dem zweiten Studioalbum von Katrina and the Waves. Am 31. März 1985 erschien das Lied als zweite Singleauskopplung aus dem Album. Diese erschien als 7″-Single bei Capitol Records mit der B-Seite Going Down to Liverpool (Katalognummer: CL 354). Im Jahr 1988 erschien eine 7″-EP in den Niederlanden, die um den Titel Sun Street erweitert wurde (Katalognummer: 006-20 2853 7).
Die Band spielte ihn häufig live, so wurde er im November 1985 allerdings im Playback an dritter Position der international übertragenen Ausgabe von Peters Pop Show im ZDF in der Dortmunder Westfalenhalle aufgeführt, wobei als Showelement Tausende kleiner Plastikbälle auf der Bühne und ins Publikum ausgeschüttet wurden.
Im Jahr 2010, zum 25. Jahrestag der Veröffentlichung von Walking on Sunshine, wurde das Material der Band neu aufgelegt und eine neu aufgenommene Version des Liedes produziert. Ein kostenloser Download eines Tracks von Kimberley Rews Soloalbum Bible of Bop wurde im März 2010 auf der Website der Band zur Verfügung gestellt.
Im August 2015 wurde Walking on Sunshine von BMG Rights Management für zehn Millionen Pfund erworben, zusammen mit allen anderen von Rew und Katrina and the Waves geschriebenen Songs.

## Rezeption
In einem Interview aus dem Jahr 2020 sagte Leskanich, dass sie glaubt, dass der Song sie überleben wird.
Stewart Mason von AllMusic rezensierte: „... das Ganze verschmilzt zu einem der unvergesslichsten Refrains seiner Zeit. Dieser Song ist fröhlich bis zum Rande der Süßlichkeit, das stimmt. Aber er ist auch unbestreitbar brillant.“
Als der Hurrikan Katrina im Jahr 2005 einen Großteil der US-Golfküste verwüstete, nannte die MSNBC-Sendung Countdown with Keith Olbermann die Berichterstattung über den Sturm „Katrina and the Waves“. Der Name tauchte auch in zahlreichen Schlagzeilen und Blog-Beiträgen auf. Ein Reporter der New York Times nahm Kontakt zu Katrina Leskanich auf, die sagte: „Als ich das erste Mal die Zeitung aufschlug und sah ‚Katrina tötet 9‘, war das ein kleiner Schock. ... Ich hoffe, dass sich der wahre Geist von Walking on Sunshine durchsetzen wird. Ich würde es hassen, wenn der Titel mit Traurigkeit behaftet wäre, und ich werde meinen Teil dazu beitragen müssen, das zu ändern.“ Sie drückte auch ihre Hoffnung aus, dass Walking on Sunshine zu einer Hymne für die Erholung der Golfküste werden würde.

## Kommerzieller Erfolg

### Chartplatzierungen
Walking on Sunshine avancierte zum Top-10-Erfolg im Vereinigten Königreich (Rang 8) und den Vereinigten Staaten (Rang 9). Darüber hinaus erreichte es unter anderem in der Schweiz (Rang 14) und Deutschland (Rang 28) Chartplatzierungen. Während es in den Vereinigten Staaten und dem Vereinigten Königreich nach Que te Quiero der zweite Charthit der Band ist, erreichte sie erstmals in Deutschland und der Schweiz die Charts. Im Vereinigten Königreich erreichte die Band, bis zur Veröffentlichung von Love Shine a Light (Rang 3, 1997), ihre bis dato beste Platzierung. In den drei anderen Ländern platzierte sich keine Single der Band besser in den Charts, in Deutschland und den Vereinigten Staaten platzierte sich zudem keine Single länger in den Charts.
| ChartsChartplatzierungen       | Höchstplatzierung | Wochen |
| ------------------------------ | ----------------- | ------ |
| Deutschland (GfK)              | 28 (14 Wo.)       | 14     |
| Schweiz (IFPI)                 | 14 (7 Wo.)        | 7      |
| Vereinigte Staaten (Billboard) | 9 (21 Wo.)        | 21     |
| Vereinigtes Königreich (OCC)   | 8 (13 Wo.)        | 13     |

| ChartsJahrescharts (1985)      | Platzierung |
| ------------------------------ | ----------- |
| Vereinigte Staaten (Billboard) | 75          |

### Auszeichnungen für Musikverkäufe
| Land/Region                  | Auszeichnungen für Musikverkäufe (Land/Region, Auszeichnung, Verkäufe) | Verkäufe  |
| ---------------------------- | ---------------------------------------------------------------------- | --------- |
| Dänemark (IFPI)              | Gold                                                                   | 45.000    |
| Italien (FIMI)               | Gold                                                                   | 50.000    |
| Kanada (MC)                  | Gold                                                                   | 50.000    |
| Neuseeland (RMNZ)            | 4× Platin                                                              | 120.000   |
| Portugal (AFP)               | Gold                                                                   | 5.000     |
| Vereinigtes Königreich (BPI) | 2× Platin                                                              | 1.200.000 |
| Insgesamt                    | 4× Gold · 6× Platin ·                                                  | 1.470.000 |